# Средни Велики равнини
Средните Велики равнини (на английски: Central Great Plains) са равнина в централната част на Съединените американски щати, част от Великите равнини.
Тя заема части от щатите Небраска, Канзас, Оклахома и Тексас. В миналото е заета от прерии, с отделни разпръснати ниски дървета и храсти в южните части, но днес е почти изцяло превърната в обработваеми земи, главно за производство на пшеница.